# Патент Великобритании № 394325
Патент Великобритании № 394325 «Усовершенствования систем передачи, записи и воспроизведения звука» (англ. Improvements in and relating to Sound-transmission, Sound-recording and Sound-reproducing Systems) — фундаментальная работа Алана Блюмлейна по вопросам стереофонической записи и воспроизведения звука, написанная в 1931 году и опубликованная в 1933 году. Текст, существующий только в форме патента и поясняющих его служебных записок, включает изложение психоакустической теории стереофонии, программу практических шагов по внедрению стереофонии в звуковое кино и индустрию звукозаписи и описание изобретённых Блюмлейном технологий, из которых важнейшими являются матричная обработка суммарных и разностных составляющих стереосигнала (MS-матрица) и система двухкомпонентной стереофонической грамзаписи 45/45. Формула изобретения содержит беспрецедентные 70 пунктов.
В 1933—1935 годы Блюмлейн построил опытные стереофонические тракты записи-воспроизведения и записал две серии стереофонограмм — на механические и оптические носители. Идеи изобретателя опередили своё время на четверть века: промышленное производство стереофонических пластинок стало реальностью лишь во второй половине 1950-х годов, когда срок охраны патента уже истёк. Блюмлейновская система записи 45/45 стала мировым стандартом стереофонической грамзаписи, а сам изобретатель получил посмертное признание как «изобретатель стереофонии», точнее — долгоиграющей стереофонической грампластинки, основного формата звукозаписывающей индустрии в 1960—1980-е годы.

## Предыстория
В 1881 году Клеман Адер продемонстрировал на парижской электротехнической выставке «театрофон» — практическую систему прямой трансляции звука по телефонным линиям. Угольные микрофоны, установленные на сцене Парижской оперы, модулировали электрические токи в телефонных линиях и возбуждали звуковые колебания в телефонных капсюлях абонентов. Случайно, экспериментируя с двумя параллельными трансляционными линиями, Адер обнаружил стереоэффект. Система стереофонической трансляции, в которой каждое ухо слушателя воспринимает сигнал лишь одного из двух стереоканалов, получила название бинауральной (в публикациях Адера — фр. audition binauriculaire). Бинауральный «театрофон» не нашёл спроса из-за низкого качества звучания и необходимости использовать две телефонные линии (для левого и правого стереоканалов); коммерческие сети «театрофона», успешно действовавшие во Франции, Великобритании, Италии и Венгрии до конца 1920-х годов, были монофоническими.
В начале XX века Джон Стретт (лорд Рэлей) сформулировал теорию пространственного восприятия звука человеком. В двухфакторной модели Рэлея локализация низкочастотных звуков определялась прежде всего разницей фаз сигналов, регистрируемых левым и правым ухом, а локализация высокочастотных звуков — разницей их уровней (амплитуд). Рэлеевская модель в целом действует и в XXI веке; к временны́м (фазовым) и амплитудным межушным разницам добавляется третий механизм — анализ различий в спектрах левого и правого сигналов. В годы Первой мировой войны вопросы бинаурального слуха изучались применительно к задачам противовоздушной обороны, контрбатарейной стрельбы и гидролокации на флоте. Тогда же появились и электронные усилители на триодах, позволившие воспроизводить звук через громкоговорители. Первые опыты с воспроизведением бинаурального сигнала (в то время существовавшего только в виде прямой трансляции) через громкоговорители окончились неудачей: стереоэффект, отчётливо ощущаемый в наушниках, при воспроизведении громкоговорителями ослабевал или вовсе отсутствовал.
В 1930 и 1931 годы решением этой проблемы занялись конструкторы крупнейших американских и британских корпораций. Совершенствование стереофонии не могло принести немедленных практических выгод: главный заказчик звуковой техники — кинематограф — довольствовался достижениями конца 1920-х годов; техническое перевооружение киносетей в условиях Великой депрессии было невозможно. Однако корпорации, стремившиеся нарастить пакеты патентов и через них собственное влияние в отрасли, продолжали исследовательские работы и поддерживали изобретателей. Первыми, независимо друг от друга, добились осязаемых результатов Артур Келлер и Харви Флетчер из «Лабораторий Белла» (США) и Алан Блюмлейн из британской компании Columbia Graphophone.
Флетчер, следуя стратегии «Лабораторий Белла» — совершенствовать традиционную телефонную связь, занялся бинауральным воспроизведением через наушники; его целью была передача на расстояние точной «акустической копии» звуковых образов. Трансляционные установки Флетчера создавали в наушниках слушателей высококачественные объёмные «копии» исходных стереосцен, но для озвучивания кинозалов громкоговорителями не годились. Келлер, напротив, сосредоточился на озвучивании помещений. Расставив вдоль сцены линейку микрофонов, он пытался регистрировать широкий «акустический фронт». Усиленные сигналы с микрофонов подавались на линейку громкоговорителей в удалённой аудитории, имитируя «акустический фронт» концертного зала. Минимальная работоспособная стереосистема Келлера состояла из трёх каналов (левого, центрального и правого); она достаточно точно воспроизводила ширину стереосцены и отчасти её глубину, но лишь для слушателей на оси центрального канала. Попытки обойтись всего двумя каналами вновь закончились неудачей: стереосцена разваливалась на два изолированных источника звука.
Блюмлейн отказался и от воссоздания «акустических фронтов», и от точного копирования звукового поля. При записи бинаурального сигнала микрофоны должны фиксировать не «акустический фронт», а сигналы, которые услышал бы слушатель на концерте или кинооператор на съёмочной площадке. Расстояние между двумя микрофонами должно равняться расстоянию между ушами человека. При воспроизведении звука громкоговорителями создание копии невозможно, но можно обмануть слух человека правдоподобной иллюзией оригинала. Для этого, полагал Блюмлейн, следует намеренно исказить фазовые и амплитудные соотношения записанных сигналов.

## Публикация
14 декабря 1931 года Блюмлейн депонировал предварительный текст заявки в патентном ведомстве. Окончательная редакция текста была утверждена 10 ноября 1932 года, и получила статус патента Великобритании 14 июня 1933 года. Первая официальная публикация патента № 394325 занимала 22 страницы текста и 11 иллюстраций на двух страницах; в американском журнальном переиздании 1958 года патент занимает девять страниц. Формула изобретения включала беспрецедентные для своего времени 70 (или, по другим подсчётам, «более 70») пунктов — в десять раз больше типичного патента 1930-х годов.
В архивах EMI сохранилось две позднейшие рукописи Блюмлейна, разъясняющие основные положения его патента. 4 июля 1932 года Блюмлейн составил подробное изложение патента на восемнадцати страницах. Предположительно, этот текст был черновой редакцией служебной записки, адресованной техническому директору EMI Исааку Шёнбергу. Сама же записка, направленная Шёнбергу и прочитанная им, была датирована 21 июля 1932 года и состояла из всего восьми машинописных листов.
Основной целью Блюмлейна было внедрение объёмного звука в кинематограф; это подтверждается и воспоминаниями немногочисленных свидетелей, и самим текстом патента. Вероятно, что Блюмлейн начал теоретические изыскания не раньше марта 1931 года; ход этих изысканий, предшествовавших патентной заявке, достоверно не известен. Блюмлейн не вёл рабочих журналов и не публиковал ни научных, ни популярных статей; первое документальное свидетельство его работ по стереофонии — рукопись с изложением принципа «тасования» — датировано 25 сентября 1931 года. Практические опыты в 1931 году были невозможны по чисто организационным причинам: в марте началось слияние Columbia Graphophone и её конкурента Gramophone Company в новую компанию — EMI; в ноябре лаборатория, в которой работал Блюмлейн, переехала на новую производственную площадку EMI в Хейсе.
Слова «стерео», «стереофония», «стереофонический» в патенте и рукописях отсутствуют: Блюмлейн использовал исключительно термин «бинауральный звук». Текст патента не упоминает какие-либо работы предшественников Блюмлейна, помимо практического опыта акустиков-подводников (англ. subaqueous directional detection). В 1950-е и 1980-е годы американские критики предположили, что Блюмлейн, в 1924—1928 годы работавший в лондонском отделении Western Electric, мог быть осведомлён о ходе работ Келлера и Флетчера, но никаких доказательств заимствования не нашли. Достоверно известно лишь то, что в своём опытном стереофоническом тракте Блюмлейн использовал микрофоны и узлы звукозаписывающих рекордеров Western Electric. Вопрос о приоритете в разработке идей стереофонии не имеет решения, вопрос о заимствовании конструкторских решений никогда не поднимался — слишком уж разными они оказались. Такое заимствование не имело практического смысла: коммерциализация стереозвука была делом слишком далёкого будущего. Изобретатели по обе стороны Атлантики работали буквально «на полку»; их идеи стали реальностью лишь через четверть века.

## Идеи изобретателя

### Психоакустические основы стереофонии
Блюмлейн-изобретатель был человеком скромным и непритязательным; он вряд ли осознавал масштаб собственного таланта и значение того или иного изобретения. Иначе обстояло дело с патентом № 394325. Объём заложенных в него идей и их потенциальное практическое значение были столь велики, что Блюмлейн счёл необходимым предварить формулу изобретения изложением психоакустических основ стереофонии. Модель пространственного восприятия звука, изложенная Блюмлейном в вводных главах патента, следует двухфакторной модели Рэлея, с рядом уточнений:
- на низких частотах положение источника звука определяется преимущественно разницей фаз. Так как стереобаза человеческого слуха значительно меньше длины волны, то амплитуды низкочастотных волн, регистрируемые левым и правым ухом, практически совпадают, а их разница практически не влияет на локализацию источника звука. По той же причине разница фаз «левой» и «правой» волн однозначно указывает направление на источник звука, и именно на разницу фаз ориентируется мозг человека[26][30];
- на высоких частотах разница фаз перестаёт быть надёжным индикатором положения источника. Одно и то же значение разницы фаз может соответствовать нескольким различным направлениям, поэтому на высоких частотах мозг человека ориентируется не на разницу фаз, а на разницу амплитуд. Так как на высоких частотах голова человека становится эффективным акустическим экраном, разделяющим левое и правое ухо, то относительная разница амплитуд может достигать значительных величин, легко регистрируемых слуховым аппаратом[26][42];
- быстро нарастающие, перкуссивные сигналы высокой частоты локализуются в зависимости от временной задержки между фронтами звуковых импульсов, регистрируемых левым и правым ухом[26].

Граница между высокочастотной и низкочастотной областями, по Рэлею, проходила в области 1,5…3 кГц. Блюмлейн уточнил, что эта граница в действительности является широкой, в несколько октав, полосой частот, в которой действуют оба механизма локализации — и амплитудный, и фазовый. Амплитудный механизм начинает проявляться на частотах выше 700 Гц; ниже этой отметки слушатель ориентируется исключительно на разницу фаз. Именно на низких частотах, полагал Блюмлейн, и происходит утрата стереоэффекта при воспроизведении бинауральной записи громкоговорителями.
Основной причиной утраты была широкая диаграмма направленности тогдашних микрофонов. Студийные микрофоны конца 1920-х годов были, за редкими исключениями, микрофонами давления. Диафрагма такого микрофона воспринимает акустические колебания только одной, внешней, стороной, при этом характеристика направленности, в зависимости от конструктивного оформления, варьирует от кардиоидной до круговой. Блюмлейн математически доказал, что информация о фазовых разницах между левым и правым каналами, регистрируемая ненаправленными микрофонами давления, сохраняется при воспроизведении через наушники, но утрачивается при воспроизведении громкоговорителями. Сложение звуковых волн, излучаемых левым и правым громкоговорителями, не только стирает информацию об исходной разнице их амплитуд, но и неизбежно искажает, нивелирует исходный фазовый сдвиг двух сигналов.
Для того, чтобы компенсировать искажение фаз, писал Блюмлейн, следует усилить исходную разницу амплитуд низкочастотных сигналов. Если исходные разницы амплитуд и фаз указывают на то, что виртуальный источник звука располагается слева от слушателя, следует усилить сигнал левого канала и ослабить сигнал правого канала, и наоборот. Технология такой манипуляции исходным стереосигналом и составляет основу патента № 394325. Манипуляция высокочастотными составляющими сигнала, по Блюмлейну, была нежелательна. Механизм их восприятия был ещё не изучен, и изобретатель тщательно избегал вторжения в высокочастотную область.

### Матричная обработка стереосигнала
Традиционное восприятие стереозвука, сложившееся спустя десятилетия после гибели Блюмлейна, рассматривает стереофонический сигнал как совокупность двух независимых каналов, левого и правого. Блюмлейн предложил иной подход: стереофонический сигнал состоит из общего для левого и правого каналов монофонического сигнала (M, от англ. middle — «средний») и разностного сигнала, задающего пространственную локализацию звуковых образов (S, от англ. side — «боковой»). Сигналы M и S формируются из первичных сигналов левого (L) и правого (R) каналов элементарным сложением и вычитанием напряжений:
Преобразование разности фаз низкочастотного сигнала в разность амплитуд
M = 0,7017 (L + R)
S = 0,7017 (L - R),
и могут быть без потерь преобразованы обратно в сигналы левого и правого каналов:
L = 0,7017 (M + S)
R = 0,7017 (M - S).
Электронный сумматор-вычитатель, реализующий эти преобразования, в англоязычной литературе получил обозначение MS-матрицы (MS matrix, MS array). В авторском варианте Блюмлейна это была полностью обратимая цепь на двух широкополосных трансформаторах; в полупроводниковой схемотехнике применяются однонаправленные матрицы на резисторах и операционных усилителях. Масштабирующий коэффициент 0,7017 соответствует условию равенства мощностей входных и выходных сигналов (L2+R2 = M2+S2); в практических устройствах он может принимать и иные значения.
Простейшая форма обработки MS-сигналов, предложенная Блюмлейном в патенте 394325, — манипуляция виртуальной шириной стереосцены. Для сужения стереосцены следует ослабить разностный сигнал S; ослабление S до нуля полностью уничтожает пространственную информацию. Для расширения стереосцены разностный сигнал S следует усилить. Оптимальный вариант — усиление лишь низкочастотных составляющих S (до 700 Гц) — позволяет расширить ширину стереосцены в 1,6…2,5 раза.

### «Тасование Блюмлейна»
При обработке гармонических сигналов равной амплитуды, что типично для бинауральных сигналов низкой частоты, регистрируемых микрофонами давления, сигналы M и S являются квадратурными: S сдвинут по фазе относительно M на +90° или на −90°. Положительный фазовый сдвиг указывает на локализацию источника звука слева, отрицательный — на локализацию справа. Простое усиление разностного сигнала S увеличивает исходную разность фаз между каналами, но не способно перекачивать между каналами энергию: в силу тригонометрического тождества «новые» стереоканалы также имеют равные амплитуды.
Однако, как впервые показал Блюмлейн, при матричной обработке возможно управлять и амплитудами выходных стереосигналов. Для этого необходимо и достаточно сдвинуть разностный сигнал на дополнительные 90°. Новый, сдвинутый, разностный сигнал S" будет либо синфазен сигналу M (для сигналов, локализованных слева), либо противофазен ему (для сигналов, локализованных справа). При сборке левого и правого каналов из монофонического сигнала M и сдвинутого разностного S" произойдёт перекачка энергии в левый или правый канал, вплоть до полного ослабления противоположного канала. Эта операция получила в англоязычной литературе имя Blumlein shuffling («тасование Блюмлейна»), а реализующий её узел — Blumlein shuffler («тасовщик Блюмлейна»). Аппаратная реализация «тасовщика» на пассивных фильтрах первого порядка описана в патенте лишь схематично; её подробное описание стало предметом позднейшего патента № 429022 (октябрь 1933 года).

### Стереомикрофоны Блюмлейна
В патенте Блюмлейн отметил, что «тасование» целесообразно только в связке с микрофонами давления. Ленточные микрофоны (микрофоны градиента давления, в тексте патента velocity microphones) с двунаправленной, в форме восьмёрки, диаграммой направленности способны регистрировать не только фазовые, но и амплитудные разницы низкочастотного сигнала. Стереосигнал, зарегистрированный такими микрофонами, не нуждается в «тасовании».
Блюмлейн предложил три способа использования ленточных микрофонов для стереофонической звукозаписи. Все три конфигурации относятся к классу совмещённых стереомикрофонов: капсюли двух каналов располагаются на одной вертикальной оси, настолько близко друг к другу, насколько это возможно.
- В конфигурации, получившей обозначение MS, микрофон центрального канала (M) направлен на источник звука, а микрофон разностного сигнала (S) ориентирован под прямым углом к оси микрофона M[53][55][56];
- В конфигурации XY (или просто «[стерео]паре Блюмлейна»[57]) микрофоны левого и правого каналов (X и Y) ориентированы под углами в −45° и 45° к направлению на источник звука[53][57][56];
- Третья конфигурация аналогична XY, но угол между осями двух микрофонов устанавливается произвольно. В зависимости от условий записи он может быть и больше, и меньше стандартных 90°[53].

В 1931 году ленточных микрофонов, пригодных для студийной звукозаписи, ещё не существовало. Приёмы работы со стереомикрофонами, получившие в англоязычной среде имя «техники Блюмлейна» (англ. Blumlein microphone technique), были опробованы позже и запатентованы в 1934—1935 годы.

### Система грамзаписи 45/45
До подачи Блюмлейном заявки на патент 394325 существовало две альтернативные системы механической записи стереозвука. Ещё в 1910 году была предложена «система 0/90», совмещавшая две независимые фонограммы в одной канавке. Запись одного канала этой канавки производилась глубинным способом («0»), другого — поперечным («90»). В конце 1920-х годов Джон Бэрд использовал этот принцип для записи звукового и видеосигналов механического телевидения. Для записи стереозвука «система 0/90» подходила плохо из-за неизбежного рассогласования глубинного и поперечного каналов.
В системе с раздельными канавками запись осуществляли два резца, синхронно нареза́вшие две параллельные канавки, а воспроизведение — два звукоснимателя. 12 марта 1932 года Флетчер записал этим способом выступление Филадельфийского оркестра под управлением Леопольда Стоковского — первую в мире стереофоническую пластинку. Система Флетчера и позднейшие системы Келлера (1935 год) и Кука (1952 год) были крайне требовательны к точности настройки двух каналов и для массового выпуска не годились.
В патенте 394325 Блюмлейн предложил иное решение: две взаимно-перпендикулярные составляющие колебания резца, нареза́ющего единственную стереоканавку, следует направить под углами 45° и −45° к поверхности диска. Электрические сигналы левого и правого каналов, возбуждающие приводы резца, должны быть скоммутированы таким образом, чтобы поперечные колебания стереоканавки соответствовали суммарному сигналу двух каналов (M), а её глубинные колебания — разностному (S). При такой коммутации каналов стереофоническая пластинка обратно совместима с монофоническими звукоснимателями наиболее распространённой поперечной системы.
В альтернативном варианте «системы 45/45» на приводы резца, конструктивно аналогичного «системе 0/90», следовало подавать сигналы суммарного (на поперечный привод) и разностного (на глубинный привод) каналов MS-матрицы. Блюмлейн полагал, что такая конфигурация упрощает требования к частотному диапазону приводов: для полноценного восприятия стереоэффекта достаточно, чтобы верхняя граница частотного диапазона разностного сигнала, кодируемого глубинной записью, составляла всего 3 кГц. Частотный диапазон суммарного сигнала, кодируемого поперечной записью, должен достигать 10 кГц.
Примерно одновременно с Блюмлейном, и независимо от него, свой собственный вариант системы 45/45 изобрели Келлер и его соавтор Айред Рафуз. Однако из-за нерасторопности юристов Bell Labs, откладывавших оформление «бесперспективного» изобретения, и особенностей американского патентного права, заявка Келлера и Рафуза поступила в патентное ведомство США лишь 20 июня 1936 года — через пять с половиной лет после заявки Блюмлейна. Сам Келлер, с его слов, узнал о работе Блюмлейна лишь в 1950-е годы.

### Новые материалы грамзаписи
В эпоху «патефонных» пластинок на 78 оборотов в минуту оригиналы записей нареза́лись на так называемых воска́х — толстых (3-4 см) многоразовых дисках из воскоподобной композиции, обычно на основе озокерита. Воска́ были мало пригодны для высококачественной записи, даже монофонической, и неизбежно деградировали и при каждом воспроизведении, и при хранении. Воск нельзя было сохранить в архиве для последующего переиздания. После первого и единственного тиражирования восковой оригинал использовался для повторной перезаписи, а записанный на нём оригинал бесследно утрачивался. Единственной формой архивного хранения были серийные шеллаковые пластинки, заметно уступавшие в качестве утраченным восковым оригиналам.
Келлер предложил защищать поверхность только что нарезанного воска осаждением тончайшего слоя золота; первая пластинка по этой технологии была записана Флетчером и Стоковским 1 декабря 1931 года. Эта монофоническая запись фрагментов «Римского карнавала» Берлиоза — первый в истории образец высококачественной звукозаписи. В патенте № 394325 Блюмлейн предвосхитил будущее развитие технологии, назвав в качестве предпочтительного материала для записи оригиналов триацетат целлюлозы. Именно этот материал, нанесённый тонким слоем на алюминиевую основу, вытеснил воска́ в послевоенные годы.
В 1935 году Блюмлейн испытал несколько новых составов для штамповки серийных пластинок, но ни один из них не продемонстрировал заметного преимущества перед традиционным шеллаковым составом. Решение проблемы — синтетическая смола на основе поливинилхлорида («винил») — уже существовало и применялось для передачи фонограмм внутри радиовещательных сетей США; для массового рынка новый материал был слишком до́рог. Серийный выпуск «винила» в США начался в военном 1943 году, в ответ на дефицит натурального шеллака, и был ограничен пропагандистскими фонограммами для распространения в войсках; массовое гражданское производство стало возможно лишь в конце 1940-х годов.

## Авторская реализация
21 июля 1932 года Блюмлейн направил техническому директору EMI Исааку Шёнбергу техническую записку с развёрнутым изложением принципов стереофонии, рассчитывая получить разрешение на полномасштабные опытно-конструкторские работы. Шёнберг, положившись на инженерную интуицию Блюмлейна, дал ему добро на постройку опытного тракта стереофонической записи — стереомикрофона, «тасовщика», рекордера и звукоснимателя. Возможно, опытный руководитель просто хотел избежать вынужденного простоя ценных сотрудников. Летом 1932 года группа Блюмлейна не была загружена работой: разработка и отладка монофонического тракта EMI были завершены, мегапроект Шёнберга по созданию национальной системы телевещания ещё не начался. Шёнберг, впервые узнавший об идеях Блюмлейна летом 1931 года, ещё не осознавал их масштаб — настолько они опережали своё время. Не лучше обстояло дело и в среде инженеров и конструкторов EMI, работавших с Блюмлейном. Коллеги не поняли суть его предложений; изобретатель фактически оказался в изоляции, наедине со своими идеями.

### Механическая стереозапись
Первые практические эксперименты состоялись полгода спустя, в январе 1933 года. В феврале Блюмлейн построил опытный образец «тасовщика», в марте начались испытания законченного звукозаписывающего тракта механической грамзаписи. Первые опыты закончились неудачей из-за несовершенства использованной аппаратуры. Тем не менее, к июлю 1933 года группа Блюмлейна добилась удовлетворительного качества звучания и испытала как минимум три различные конфигурации стереофонического магнитного звукоснимателя. В начале декабря 1933 года Блюмлейн завершил отладку стереофонического рекордера и произвёл первые стереозаписи по системе 45/45. «Студией» служила большая аудитория в здании EMI, а «инструментами» — голоса и шаги Блюмлейна и его коллег, ходивших влево и вправо по сцене пустого зала. 16 декабря 1933 года Блюмлейн впервые зафиксировал достижение уверенного, бесспорного стереоэффекта (англ. definite binaural effect).
Записи этого периода убедили Шёнберга в жизнеспособности идеи стереофонии; по его указанию Блюмлейн получил в своё распоряжение новейшую студию звукозаписи «Эбби-Роуд». Опытное оборудование было размещено в том самом зале, где тридцать лет спустя записывались The Beatles. 11—13 января 1934 года Блюмлейн выполнил стереозаписи фортепианной и камерной музыки, 19 января — стереозаписи 41-й симфонии Моцарта в исполнении Лондонского симфонического оркестра под управлением Томаса Бичема. По оценкам самого Блюмлейна, качество стереоффекта этих записей колебалось от «едва ощутимого» (англ. marginal) до «неплохого» (англ. not bad). Качественная стереозапись оркестра оказалась намного сложнее записи одиночных голосов и инструментов. Эта проблема была частично решена к маю 1934 года, в ходе отладки стереомикрофона Блюмлейна. К этому времени сам изобретатель по воле Шёнберга сосредоточился на телевизионной теме; микрофон Блюмлейна и другие его решения в области студийной звукозаписи были отлажены инженерами «Эбби-Роуд» и запатентованы Блюмлейном в 1935 году (патент Великобритании № 456444).

### Оптическая стереозапись
В начале 1935 года инженер EMI Сесил Браун построил по поручению Блюмлейна первый образец киносъёмочного аппарата с синхронной записью стереозвука в единственную оптическую дорожку переменной ширины. Левая и правая образующие дорожки записывались односторонними модуляторами левого и правого каналов соответственно; суммарная ширина дорожки между двумя образующими кодировала суммарный монофонический сигнал S. Система была полностью обратно совместима со стандартными монофоническими кинопроекторами (а также с позднейшими установками Dolby Stereo). Доводка и отладка киноаппарата заняла полгода; сохранившиеся киноленты со стереозвуком были отсняты в конце июня и в июле 1935 года.
Первая из этих лент, «Поезда в Хейсе», — пятиминутная документальная съёмка железнодорожной станции с крыши многоэтажной фабрики — стала и самой удачной с технической точки зрения. Лента зафиксировала несколько различных способов стереозаписи одной и той же натурной сцены (проходящего поезда): её создатели экспериментировали с расстановкой микрофонов разных типов, пытаясь добиться наибольшей субъективной глубины и ширины стереосцены. Несмотря на явные нелинейные искажения из-за перегрузки микрофонов, «Поезда в Хейсе» демонстрируют почти совершенный уровень стереоэффекта.
После «Поездов» Блюмлейн снял ещё пять тестовых лент, а затем попытался снять короткометражный игровой фильм с целью продемонстрировать возможности стереофонии в локализации живых источников звука. Пустующий цех EMI был переоборудован в полноценный съёмочный павильон. Действие пьесы — комедийного скетча — разворачивалось у шестиметровой барной стойки. Камера была установлена неподвижно, а звуковые образы — голоса актёров и звук «оркестра» (его «озвучивал» обычный граммофон) — напротив, двигались по воле режиссёра вдоль сцены и за её пределами. Два дубля, продолжительностью около 4 минут каждый, были отсняты 26 июля 1935 года и смонтированы в течение августа — сентября.
Успешные опыты, как казалось Блюмлейну, доказали практическую возможность внедрения стереофонии в кинематограф. Представители EMI изучали мнение рынка, всерьёз рассчитывая поставить в киносети несколько опытных стереоустановок, но дальше переговоров дело не пошло. Генеральный директор компании Луи Стерлинг утвердился во мнении, что внедрение стереозвука в кино может состояться не раньше перехода на цветную плёнку; в музыкальной индустрии следовало заменить шумный шеллак на ещё не существующие малошумящие долгоиграющие пластинки. Шёнберг понимал, что в условиях тяжёлого экономического кризиса создание этих технологий невозможно; в конце 1935 года он закрыл стереофонический проект Блюмлейна как бесперспективный. Изобретатель, к тому времени занявший пост главного конструктора телецентра в Александра-паласе, полностью сосредоточился на проблемах телевидения.

### Военно-прикладные работы
В 1938 году Блюмлейн вернулся к теме стереозвука в связи с военным заказом на производство звукопеленгаторов противовоздушной обороны. Работа этих устройств полностью зависела от остроты слуха и навыков оператора. Блюмлейн, используя свои наработки по стереофонии, дополнил Mark VII двухкоординатным «тасовщиком», который преобразовывал разности фаз принимаемого сигнала в разности их амплитуд. Обработанный таким образом сигнал легко визуализировался на экранах осциллографических трубок, указывавших азимут и угол возвышения цели. Индикатор Блюмлейна был немедленно запущен в крупносерийное производство и массово применялся частями ПВО на начальных этапах Второй мировой войны, вплоть до развёртывания полностью радиолокационных систем управления зенитным огнём.
За несколько недель до начала войны Блюмлейн применил те же принципы стереофонии к радиолокаторам дальнего обнаружения воздушных целей. В отличие от акустического индикатора, обрабатывавшего звуковые сигналы непосредственно, радиолокационный индикатор Блюмлейна обрабатывал продетектированные огибающие амплитудно-модулированного высокочастотного сигнала — используя тот же механизм «тасования». Метод обработки огибающих стал предметом патента № 581920 (июль 1939 года); испытание опытной РЛС начались в конце 1939 года.

## Внедрение в производство
В соответствии с британским законодательством исключительные права владельца патента, EMI, действовали в течение шестнадцати лет с даты подачи заявки и истекли в 1947 году. В этот год EMI подала заявку на продление срока защиты в связи со Второй мировой войной, и патентное ведомство продлило его до 13 декабря 1953 года.
К 1953 году музыкальный рынок послевоенной Европы твёрдо встал на ноги; на национальном британском рынке утвердилась дуополия EMI и Decca. «Война форматов» на рынке новейших долгоиграющих пластинок близилась к завершению; мировой стандарт долгоиграющей записи — кривая RIAA — был утверждён в США в 1954 году и признан Великобританией в 1955 году. В 1953 году EMI начала подготовку к переходу на стереофоническую грамзапись; руководитель программы Филипп Вандерлин, оценив все альтернативы, сделал выбор в пользу блюмлейновской системы 45/45.
Нарезка стереофонических дисков-оригиналов и тиражирование пластинок не представляли технической сложности; главной проблемой, как и во времена Блюмлейна, было сохранение пространственной информации при записи оркестровой музыки. Конструкторы, звукорежиссёры и музыканты разных стран начали поиск оптимальной технологии, используя новейший инструмент звукозаписи — двухдорожечный студийный магнитофон. 21—22 февраля 1954 года американская компания RCA осуществила в Бостоне первую удачную стереозапись оркестра и хора («Осуждение Фауста» под управлением Шарля Мюнша). В апреле 1954 года EMI начала опытную запись на студии «Эбби-Роуд», используя блюмлейновский совмещённый стереомикрофон системы XY. В мае 1954 года Артур Хедди из компании Decca выполнил в Женеве первую стереозапись трёхмикрофонным комплексом Decca tree. Ни Хедди, ни кто-либо ещё в компании не знали о патенте Блюмлейна; его существование вскрылось лишь в 1955 году, когда Decca получила отказ в регистрации патента на собственную систему стереофонической записи.
EMI, настороженная активностью конкурента, возобновило собственные работы по стереофонии. Руководство компании полагало, что массовое производство стереопластинок возможно лишь после отладки технологий записи стереозвука. Следствием такого подхода стал выпуск в 1957 году промежуточного формата — магнитоальбомов фирменной системы Stereosonic, разработанной учениками Блюмлейна Вандерлином, Кларком и Даттоном. Студийный тракт записи Stereosonic использовал ленточные микрофоны XY и «тасовщики Блюмлейна», выравнивавшие ширину стереосцены на низких и высоких частотах. Новая технология была плохо совместима с тогдашней практикой звукозаписи; дорогостоящие ленты не нашли спроса на рынке и были вскоре сняты с производства. Другие европейские производители, в отличие от EMI, были готовы к немедленному выпуску стереопластинок. 28 ноября 1957 года созванное по инициативе Хедди отраслевое совещание утвердило систему 45/45 в качестве европейского стандарта. Хедди немедленно вылетел в США, чтобы убедить американцев присоединиться к стандарту. Как оказалось, в США уже была готова к серийному выпуску собственная версия системы 45/45, запатентованная компанией Westrex — её разработчики также не знали о существовании патента Блюмлейна и рассчитывали стать монопольными владельцами проприетарного стандарта.
25 марта 1958 года Американская ассоциация звукозаписывающих компаний (RIAA) признала систему 45/45 в варианте Westrex национальным стандартом стереофонической грамзаписи. Имя Блюмлейна не упоминалось; в публикациях RIAA система преподносилась как разработка Westrex. Это вызвало шквал критики в среде британских инженеров; даже традиционно консервативный журнал Gramophone разразился гневной редакционной статьёй про американцев, «так и не сумевших открыть Европу» и заодно забывших о довоенных работах Флетчера, Келлера и Рафуза. Под давлением британцев американское Общество звукоинженеров признало приоритет Блюмлейна; в апреле 1958 года полный текст патента — что в то время было исключительной редкостью — был переиздан в журнале Общества (Journal of the Audio Engineers' Society). Понятие стереофонии — до того размытое, применявшееся к любым монофоническим записям, претендовавшим на передачу «эффекта объёма», — стало синонимом двухканальной бинауральной записи и универсальной торговой маркой; стереофоническая грампластинка системы 45/45 стала открытым стандартом, не обременённым лицензионными платежами. Вначале её применение ограничивалось записями классической музыки; на западных рынках популярной музыки 1960-х годов по-прежнему преобладали монофонические записи, предназначенные для воспроизведения дешёвыми проигрывателями и радиолами. До конца 1960-х годов сохранялась и значительная разница в цене между дорогими стереофоническими и дешёвыми монофоническими пластинками.
Стереомикрофоны Блюмлейна — во всех трёх предложенных вариантах — широко распространились в звукозаписи акустической музыки. Наибольшее распространение получила конфигурация XY на двунаправленных микрофонах с косинусоидальными диаграммами направленности. В силу тригонометрического тождества регистрируемая таким стереомикрофоном мощность не зависит от направления на источник звука. В пределах переднего квадранта микрофон XY фиксирует стереосцену равномерно, без всплесков и провалов чувствительности. При воспроизведении такой записи виртуальные источники звука заполняют всё пространство между громкоговорителями левого и правого каналов. Микрофоны XY хорошо фиксируют реверберационные призвуки, поступающие слева, справа и сзади, сохраняя в записи «эффект присутствия». Стереомикрофоны MS, использующие двунаправленный микрофон в разностном канале и кардиоидный микрофон в суммарном канале, электрически эквивалентны микрофонам XY, но менее чувствительны к реверберационным призвукам и отлично совместимы с монофоническими трактами. По этим причинам стереомикрофоны MS оказались востребованы в первую очередь на радио, телевидении и в кинематографе. Третья блюмлейновская конфигурация — XY с произвольно выбираемым углом «раструба» — оказалась незаменима при создании стереомикрофонов на капсюлях с кардиоидной диаграммой направленности. При стандартном для XY угле в 90° такие микрофоны чрезмерно сжимают стереосцену; её нормальная ширина достигается лишь при углах в 120…135°.
Матричный принцип обработки стереосигнала стал нормой в студийной практике, но «тасование Блюмлейна» оказалось невостребованным. В 1985 году Ричард Кауфман, Майкл Герзон и Дэвид Гризингер предложили, независимо друг от друга, собственные технологии обработки бинауральной записи, опиравшиеся на принцип тасования, но до конца XX века эти идеи так и не воплотились в практические, серийные устройства.
«Тасование Блюмлейна», как показали исследования 1990-х годов, имеет прямой биомеханический аналог в мире насекомых — органы слуха мухи-паразитоида Ormia ochracea. Самки мухи разыскивают своих жертв — поющих сверчков — ночью, полагаясь только на слух. Собственная стереобаза (расстояние между тимпанальными мембранами) мухи слишком мала, чтобы надёжно определять направление на источник звука. На помощь приходит система упругих связок, преобразующая малые разницы фаз левого и правого каналов слуха в значительные разницы амплитуд, в точном соответствии с идеей Блюмлейна. В XXI веке ведётся активная разработка сверхминиатюрных микроэлектромеханических стереомикрофонов для слуховых аппаратов, воспроизводящих устройство органов слуха Ormia ochracea. По утверждениям разработчиков, такие микрофоны способны существенно улучшить восприятие направления на источники звука и одновременно повысить разборчивость усиленной речи на фоне окружающих шумов.

### Текст патента
- Факсимиле официального издания: Blumlein A. D. British Patent Specification 394,325 'Improvements in and relating to Sound-transmission, Sound-recording and Sound-reproducing Systems' // British Patent Office. — 1933.
- Журнальное переиздание 1958 года (США): Blumlein A. D. British Patent Specification 394,325 'Improvements in and relating to Sound-transmission, Sound-recording and Sound-reproducing Systems' // Journal of the Audio Engineering Society. — 1958. — Vol. 6, № 2. — P. 32—40.
- Письмо Блюмлейна Шёнбергу 21 июля 1932 года, разъясняющее основные положения его патента:
  - Машинописный чистовик с расшифровкой текста Blumlein A. Binaural Reproduction. British Library (1932).
  - Рукописный черновик, датированный 4 июля 1931 года Blumlein A. Binaural Reproduction. British Library (1932).

### Биографии Блюмлейна
- Alexander R. The Inventor of Stereo: The Life and Works of Alan Dower Blumlein. — CRC Press, 2013. — ISBN 9781136120381.
- Burns R. W. The Life and Times of A. D. Blumlein. — Reprint with new cover. — IET[англ.], 2006. — 534 p. — (History of technology series, Volume 24). — ISBN 9780852967737.

### Статьи
- Brock-Nannestad G. The development of recording technologies // The Cambridge Companion to Recorded Music. — 2009. — (Cambridge Companions to Music). — ISBN 9780521865821.
- Fox B. Early Stereo Recording // Studio Sound. — 1982. — № May. — P. 36—42.
- Fox B. The Briton who invented electronics // New Scientist. — 1982. — № 3 June. — P. 641—643.
  - Перепечатывалось в Австралии: Fox B. Alan Blumlein: Wartime Radar Pioneer // Electronics Australia. — 1983. — № March. — P. 14—19.
- Gerzon M.[англ.]. Stereo Shuffling: New Approach, Old Technique // Studio Sound. — 1986. — № July.
- Gerzon M.[англ.]. Application of Blumlein Shuffling to Stereo Microphone Techniques // Journal of the Audio Engineering Society. — 1994. — Vol. 42, № June. — P. 435—453.
- Gray M. The Birth of Decca Stereo // The ARSC Journal. — 1986. — № 1—3. — P. 4—19.
- Hope A. Surround Sound Patents // Wireless World. — 1979. — № January. — P. 57—58.
- Scroggie M. G.[англ.]. The Genius of A. D. Blumlein // Wireless World. — 1960. — № September. — P. 451—456.

### Обзорные монографии и энциклопедии
- Аполлонова Л. П. и Шумова Н. Д. Механическая грамзапись. — 2-е изд. — М. : Энергия, 1978.
- Сапожков М. А. Акустика. — М. : Наука, 1989. — ISBN 52560001876.
- Copeland P. Manual of Analogue Sound Restoration Techniques (англ.) — British Library, 2008.
- Eargle J.[англ.]. The Microphone Book: From Mono to Stereo to Surround. — CRC Press. — 2012. — 368 p. — ISBN 9781136118067.
- Eargle J.[англ.]. Handbook of Recording Engineering. — Springer. — 2013. — 486 p. — ISBN 9781475711295.
- Morton D. Sound Recording: The Life Story of a Technology. — JHU Press, 2006. — 215 p. — ISBN 9780801883989.
- Opstal J. The Auditory System and Human Sound-Localization Behavior. — Academic Press, 2016. — 436 p. — ISBN 9780128017258.
- Osborne R. Vinyl: A History of the Analogue Record. — Ashgate, 2014. — 224 p. — ISBN 9781472434333.
- Sergi G. The Dolby Era: Film Sound in Contemporary Hollywood. — Manchester University Press, 2004. — ISBN 9780719070679.
- Théberge P., Devine K., Everrett T. Living Stereo: Histories and Cultures of Multichannel Sound. — Bloomsbury Publishing USA, 2015. — 304 p. — ISBN 9781623565510.
- The Routledge Guide to Music Technology (англ.) — Routledge, 2013. — ISBN 978-1-135-47780-6